# SWEET DROPS
「SWEET DROPS」（スウィート・ドロップス）は、PUFFYの31枚目のシングル。2011年8月17日にキューンレコードから発売された。

## 解説
PUFFYデビュー15周年記念の第2弾シングル。
表題曲は、宇仁田ゆみの漫画『うさぎドロップ』がアニメ化・映画化されることに伴い、PUFFYのファンでもある宇仁田の希望のもと、主題歌として書き下ろされた楽曲である。鈴木祥子がPUFFYの楽曲を手がけるのは、アルバム『NICE.』に収録されている「Angel of Love」以来、8年ぶり。
カップリング「誰かが」は、同年5月に開催されたPUFFY TOUR 2011"Time For ACTION"（日比谷野外大音楽堂）で収録されたライブ音源である。シングル盤としては、2009年に発売されている。
初回生産版は『うさぎドロップ』の描きおろしワイドキャップステッカー付き。ジャケットは、PUFFY2人の写真と宇仁田のイラストとのコラボレーションデザインとなっており、初回版と通常版でデザインが異なる。

## 収録曲
CD
1. SWEET DROPS [4:10]
作詞・作曲：鈴木祥子、編曲：斎藤有太
  - フジテレビ系アニメ『うさぎドロップ』オープニングテーマ
  - 映画『うさぎドロップ』主題歌
2. 誰かが 〜ライブ音源@日比谷野外大音楽堂 2011.05.14〜 [4:57]
作詞・作曲：チバユウスケ

DVD
1. SWEET DROPS PV